# Lamine Sagna
Lamine Sagna (né le 17 novembre 1969 à Dakar au Sénégal) est un joueur de football international sénégalais, qui évoluait au poste d'attaquant.

## Biographie

### Carrière en club
Avec les Girondins de Bordeaux, il joue un match en Ligue 1, et un match en Coupe de l'UEFA.

### Carrière en sélection
Il joue en équipe du Sénégal entre 1990 et 1996.
Il participe à trois Coupes d'Afrique des nations avec le Sénégal : en 1990,  1992 et 1994. Le Sénégal se classe quatrième de la CAN en 1990.